# Grebbeberg
Le Grebbeberg est une colline morainique néerlandaise d'une altitude de 52 mètres. Il est situé sur la commune de Rhenen, dans l'est de la province d'Utrecht, et constitue l'extrémité méridionale des collines d'Utrecht. La colline est couverte d'une chênaie.

## Histoire
Du fait de sa situation stratégique, proposant une vue dégagée sur le Rhin inférieur et la Betuwe, cette colline morainique a toujours été d'une grande importance historique. 
Des fouilles archéologiques ont démontré que le Grebbeberg était déjà fortifié vers l'an 2000 av. J.-C. L'Heimenberg, un rempart circulaire en terre avec un fossé sec, remonte probablement du VIIe siècle apr. J.-C. ; il a été remis en état plusieurs fois. Il n'est pas très clair quelles étaient exactement leurs fonctions : il se peut que ce soit un ouvrage de défense des Frisons contre les Francs, il se peut également que ce soit le contraire. 
Il y avait au pied de la colline du Grebbeberg un canal appelé Grift ou Grebbe, creusé au Moyen Âge. Ce canal a été remplacé vers 1940 par le Valleikanaal. 
En 1196, il y avait une bataille de Grebbeberg. Thierry VII de Hollande devenait l'évêque d'Utrecht, ce qui était contesté par Otton Ier de Gueldre. Les deux entraient en guerre, dont Thierry sortait victorieux au Grebbeberg.
Frédéric V du Palatinat utilisait le plateau du Grebbeberg pour y organiser des fêtes de chasse. Ce plateau est toujours surnommé la Table du Roi (Koningstafel).
Dès le XVIIe siècle, le Grebbeberg faisait partie intégrante de la ligne de défense de la Grebbe. 
Le Grebbeberg est surtout tragiquement connu à cause de la bataille de Grebbeberg, qui prit place au début de la Seconde Guerre mondiale, en mai 1940. C'était un des endroits le plus farouchement défendus par les soldats néerlandais, qui ont tenu trois jours ; 400 soldats néerlandais sont tombés et aujourd'hui enterrés dans un cimetière militaire sur le mont, aux côtés d'Allemands, signe du pardon des Pays-Bas. Le cimetière du Grebbeberg est devenu de nos jours un cimetière militaire d'honneur.

## Source
- (nl) Cet article est partiellement ou en totalité issu de l’article de Wikipédia en néerlandais intitulé « Grebbeberg » (voir la liste des auteurs).